# Platycephalisca novaeguineae
Platycephalisca novaeguineae är en tvåvingeart som beskrevs av Ismay 1995. Platycephalisca novaeguineae ingår i släktet Platycephalisca och familjen fritflugor. Inga underarter finns listade i Catalogue of Life.